# Ilewitt
Ilewitt (dänisch Ileved) ist eine Siedlung auf der Halbinsel Schwansen in Schleswig-Holstein. Der Ort liegt ca. 4 km von der Ostsee entfernt und gehört zur Gemeinde Loose (Kreis Rendsburg-Eckernförde), deren Hauptort Loose sich etwa 2 km südwestlich von Ilewitt befindet. 
Ilewitt war bis 1799 Meierhof des Gutes Saxtorf. Drei Jahre nach dem Tod des Besitzers (1863) wurde der Besitz 1866 durch Los in Neu und Alt Ilewitt geteilt. Der Ortsname setzt sich aus Ile für dän. Igle≈Blutegel (vgl. altnordisch īgull) und -witt für dän. ved≈(gerodeter) Wald zusammen.